# Belle Moore
Isabella Mary Moore, född 23 oktober 1894 i Glasgow, död 7 mars 1975 i Baltimore, var en brittisk simmare.
Moore blev olympisk guldmedaljör på 4 x 100 meter frisim vid sommarspelen 1912 i Stockholm.